# Jochberg
Jochberg é um município da Áustria, situado no distrito de Kitzbühel, no estado do Tirol. Tem 87,79 km² de área e sua população em 2019 foi estimada em 1.562 habitantes.